# Giovanni Dattari
Giovanni Dattari (Livorno, 19 aprile 1853 – Cairo, 18 febbraio 1923) è stato un numismatico e antiquario italiano.

## Biografia
Dopo la morte del padre la famiglia di Dattari si trasferì nel 1875 in Egitto, dove ebe successo come commerciante di antichità e di monete.
Dal 1891 al 1903 Dattari raccolse una collezione oltre 25.000 monete antiche. Rilevante il gruppo di 6411 monete della zecca di Alessandria, che Dattari documentò nel 1901 nel suo lavoro Numi Augg. Alexandrini. Nel 1920 Dattari donò gran parte della sua collezione al Museo Nazionale Romano. Dopo la sua morte il resto della collezione andò venduto. Dattari era sposato e aveva due figli.
Quando nel 1902 furono trovati i medaglioni di Abukir e cinque  erano stati acquisiti dal Münzkabinett Berlin,  Dattari dubitò dell'autenticità dei medaglioni, ma le sue opinioni furono respinte da  Heinrich Dressel, direttore del Münzkabinetts.
Dattari realizzò a matita i calchi di tutte le sue monete alessandrine, disegni che sono sopravvissute fino ad oggi e sono stati pubblicati nel 2007 da Adriano Savio.

## Collezione
- Monete imperiali greche. Numi Augg. Alexandrini, Cairo, 1901.